# Pluja de meteors

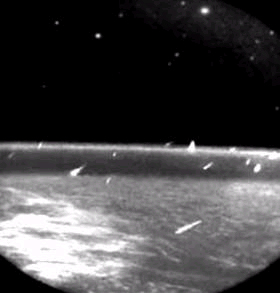
Els Leònids vistos des de l'espai.

Una pluja de meteors, eixam de meteors, estel fugaç o pluja d'estels és un fenomen astronòmic que consisteix en l'observació d'un gran nombre de meteors. Un meteor és una línia de llum en el cel provocat per una partícula espacial que penetra a l'atmosfera terrestre i es crema per l'alta temperatura de reentrada. La pluja de meteors sembla provenir d'un punt comú en el cel anomenat radiant i es mesura segons la seva ascensió recta {\displaystyle \alpha } i la seva declinació {\displaystyle \delta }. Ocorre quan la Terra s'acosta a l'òrbita d'un cometa i passa a través de les restes de la seva cua.
La majoria dels meteors són més petits que un gra de sorra, per això la major part es desintegren i no arriben a la superfície de la Terra. La pluges de meteors intenses es coneixen com a tempesta de meteors i produeixen més de 1.000 meteors per hora. El Meteor Data Center té una llista d'unes 600 suposades pluges de meteors, 100 de les quals són ben establides.

## Radiant

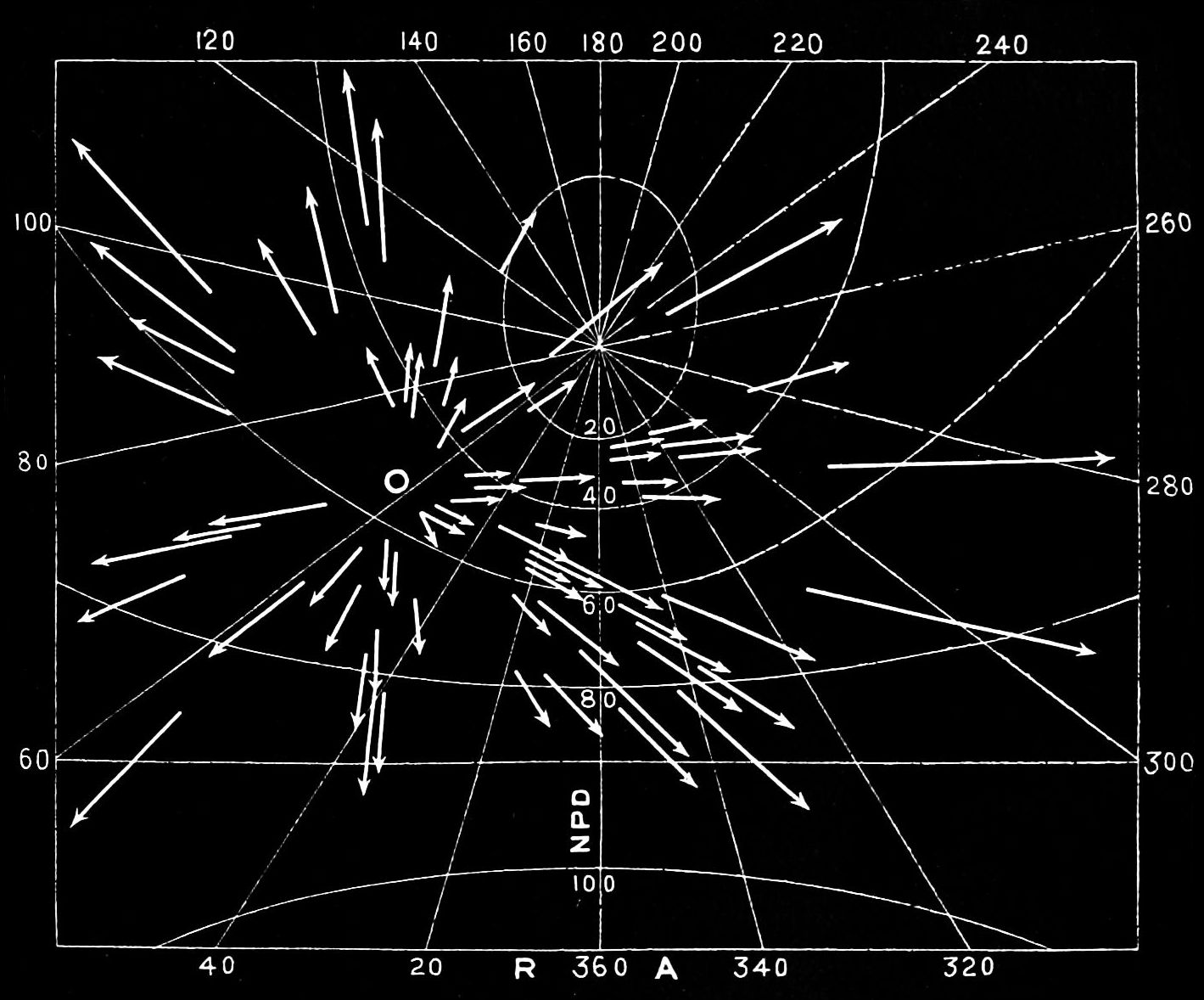
Graella de pluja de meteors

En les pluges de meteors sembla que els meteors provinguin d'un punt concret del cel per un observador de la Terra, ja que les partícules viatgen seguint camins paral·lels i amb la mateixa velocitat. Aquest punt de radiació es coneix com a radiant. En realitat es tracta d'un efecte de perspectiva, semblant al que es produeix en mirar les vies d'un tren en la distància que semblen que s'ajuntin en un punt llunyà. Les pluges de meteors s'anomenen quasi sempre segons la constel·lació de la qual sembla originar-se la pluja. Aquest punt fix es desplaça lentament a través del cel durant la nit a causa del moviment de rotació de la Terra sobre el seu eix, de la mateixa manera que ho fan els estels al cel nocturn. El radiant també es mou lentament nit rere nit contra el fons estel·lar (deriva del radiant) a causa del moviment de la Terra al voltant de Sol.

## Nomenclatura
La nomenclatura de la Unió Astronòmica Internacional diu que les pluges de meteors reben el nom de la constel·lació o de l'estrella brillant més propera amb una lletra romana o grega assignada que es trobi a prop de la posició del radiant al pic de la pluja utilitzant la forma possessiva de la constel·lació en llatí i substituint el sufix per ids. D'aquesta manera una pluja de meteors amb un radiant proper a l'estrella Delta Aquarii (declinació -i) s'anomenaria oficialment Aquariids. És per aquest motiu que en català se segueix un patró similar a l'hora d'assignar noms a les pluges de meteors, això sí, catalanitzant l'escriptura que en aquest cas seria Aquàrids, amb el gènere masculí, que alhora seria la forma adjectiva de la constel·lació. Tot i això, és fàcil veure escrit el nom en femení, d'aquesta manera trobem Els perseids en els diccionaris però alhora Les perseides en moltes publicacions, sobretot en internet.

## Origen dels devessalls de meteoroides

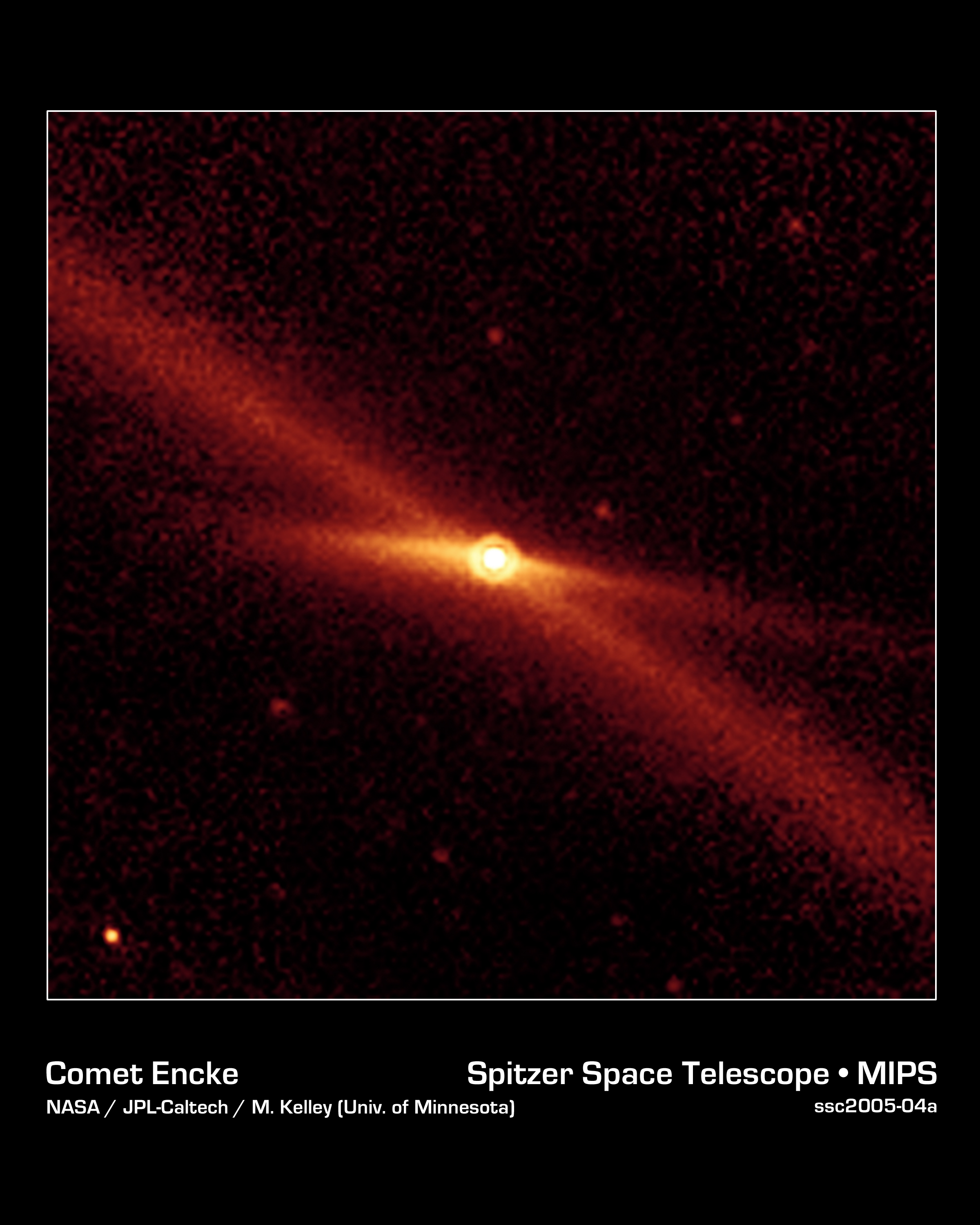
La cua de meteoroides del Cometa Encke és la lluentor vermella diagonal

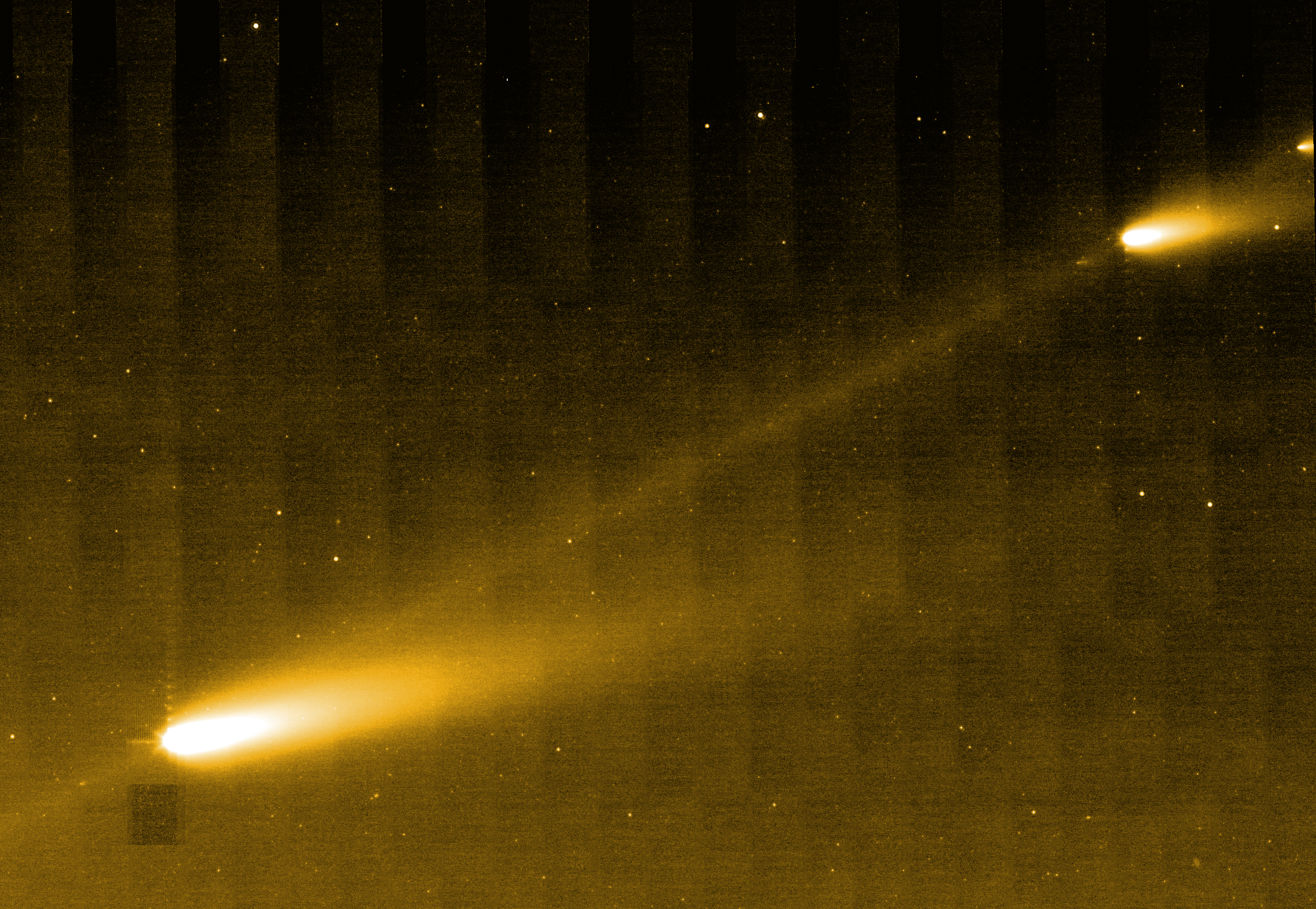
Cua de meteoroides entre els fragments del Cometa 73P

Una pluja de meteors és el resultat d'una interacció entre un planeta, com la Terra, i el devessall de restes d'un cometa. Els cometes poden produir runes degudes a l'arrossegament que produeix l'evaporació de l'aigua i també per trencament. Whipple descriví els cometes com boles de neu brutes compostes de roques dins el gel orbitant al voltant del Sol. Aquest gel pot ser aigua, metà, amoníac o altres gasos volàtils, sols o combinats. Les roques poden variar de mida des de les simple motes de pols fins a petites pedres. Els sòlids de la mida de motes de pols són més habituals que els de mida de grans de sorra, que a la vegada són més comuns que els de mida de grans de pebre i així fins als més grans. Quan el gel s'escalfa i sublima, el vapor arrossega també aquestes motes o grans.
Cada vegada que un cometa passa prop del Sol en la seva òrbita, part del seu gel es vaporitza i una certa quantitat de meteoroides es desprenen. Aquests meteors s'escampen al llarg de l'òrbita del cometa per una un devesall de meteoroides, un reguitzell de pols (oposat a la cua de pols dels cometes que es produirien per l'arrossegament que provoca la pressió de radiació solar).
No obstant, Peter Jenniskens afirma que la majoria de les pluges de meteors de curt període no provenen de l'arrossegament produït pel vapor de cometes actius, sinó el productes de desintegracions poc freqüents, quan grans trossos de cometes dorments es trenquen. Alguns exemples d'aquests fets serien els quadràntids i els Gemínids, els quals s'originaren pel trencament dels objectes semblant a asteroides, 2003 EH1 i 3200 Phaethon, respectivament, fa entre 500 i 1000 anys. Els fragments tendeixen a trencar-se ràpidament en pols o grans i a dispersar-se al llarg del cometa per formar un dens devessall de meteoroides, que posteriorment es creuarà al camí de la Terra.

## Evolució dinàmica dels devessalls de meteoroides
Després de la predicció de Whipple que les partícules de pols viatjaven a velocitats baixes comparades amb els cometes, Milos Plavec fou el primer a anunciar el reguitzell de pols, quan va calcular com els meteoroides un cop alliberats del cometa, se situarien majoritàriament davant o darrere del cometa després de completar una òrbita. L'efecte és senzillament mecànica orbital – el material es desplaça una mica lateralment del cometa mentre deriva cap al davant o darrere del cometa, ja que algunes partícules fan una òrbita més ampla que d'altres. Aquests reguitzells de pols s'observen algunes vegades en imatges de cometes fetes en longitud d'ona mig infreroja (calor de radiació), on les partícules de pols dels retorns anteriors del Sol s'estenen al llarg de l'òrbita del cometa.
L'atracció gravitatòria dels planetes determina on el reguitzell de pols passaria prop de l'òrbita terrestre, semblant a una jardiner regant una planta amb una mànega distant. La majoria d'anys, aquests reguitzells eviten la Terra, però alguns anys no, i es produeixen les pluges de meteors. Aquest efecte fou observat els 1995 amb els alfa-Monoceròtids, i amb tempestes de meteors anteriors no del tot identificades.
Al llarg de grans períodes, els reguitzells de pols poden evolucionar de diferents maneres. Per exemple, les òrbites de cometes que repeteixen i els meteoroides que els abandonen estan en òrbita resonant amb Júpiter o un altre planeta gran – per tant moltes voltes d'un d'ells seria igual a unes tantes de l'altres. Això crearia una pluja del tipus denominat filament.
Un segon efecte seria un encontre amb un planeta. Quan els meteoroides passen prop de la Terra, alguns s'acceleren (fent les òrbites més àmplies al voltant del Sol), com a resultat es produeixen forats en el reguitzell de pols en la propera volta. També, la pertorbació de Júpiter pot canviar seccions del reguitzell de pols, especialment als cometes de període curt, quan els granets s'acosten al planeta en el seu punt més llunyà de la seva òrbita, movent-se més lentament. Llavors, la cua pateix un agrupament, o un trenat, o un embolic de creixents, de cada alliberament de material.
El tercer efecte és que la pressió de radiació que empenyeria les partícules menys massives a òrbites més llunyanes del Sol – mentre els objectes més massius (responsables dels bòlids o les boles de foc).
Al llarg del temps, aquests efectes dispersen els meteoroides i creen un corrent més ampli. Els meteors que veiem des d'aquests corrents són part de les pluges anuals. Ja que la Terra troba aquests corrents cada any més o menys a la mateixa raó.
Quan els meteroids col·lideixen amb altres meteoroides en el núvol zodiacal, perden la seva associació amb un corrent determinat i formen part de meteors esporàdics. Molt temps després de sortir de qualsevol corrent o reguitzell, es convertiran en meteors aïllats que no formarien part de cap pluja. Aquests meteors no sembla que provinguin del mateix radiant que la pluja principal.